# UHT-sterilisatie
UHT-sterilisatie, de afkorting staat voor ultra hoge temperatuur, is sterilisatie door het kortstondig (enkele seconden) verhitten op ongeveer 140 °C. Door deze behandeling blijft de smaak van voedingsmiddelen beter behouden dan bij een langer durende sterilisatie op een temperatuur van 100 °C, terwijl micro-organismen nog steeds gedood worden.
Het procedé is vooral geschikt voor vloeibare producten met een lage viscositeit, het wordt onder meer gebruikt bij de productie van lang houdbare melk en melkproducten.